# Чешка смрчковица
 Чешка смрчковица  (лат. Verpa bohemica), је печурка која расте у влажним листопадним шумама, најчешће исод врба, у рано пролеће.
- Шешир: неправилно звонолик око 5 см. висок, смеђастожут, касније смеђаст, за дршку припојен само теменом.
- Дршка: нарасте до 15 cm., код млађих бледа с црвенкастим дахом, касније воденаста, шупаља, лако ломљива.
- Месо: белкасто, мирис и укус пријатни.
- Споре: у маси окерасте.

Ово је гљива која се доста времена сматрала условно јестивом врстом. Према новијим истраживањима, и термички обрађена садржи кумулативни отров гиромитрин. Постоје случајеви тровања код људи који су је јели дуже време. Некада се масовно скупљала, а данас је доста ретка и заштићена је врста.
|  | Опис гљиве у овом чланку није потпун нити је довољан за коректну и сигурну идентификацију гљиве. Непажњом врло лако се јестиве гљиве могу помешати са отровним. Уколико се поједу отровне уместо јестивих гљива, може доћи до тешких оштећења појединих органа, или до смрти оног који их је појео. Aко желите да скупљате гљиве, не препоручује се коришћење описа из овог чланка за препознавање, већ да се обавестите о изгледу и начину препознавања код неког стручњака за гљиве. |